# گنه‌دار (لاجان)
گنه‌دار یک روستا در ایران است که در دهستان لاهیجان شرقی شهرستان پیرانشهر واقع شده‌است. گنه‌دار ۱۹۴ نفر جمعیت دارد.